# Hanging with Wolves
«Hanging with Wolves» — другий сингл із компіляції лейблу Only the Family та американського репера Lil Durk Loyal Bros 2, випущений 9 грудня 2022 р. У пісні виконавець читає реп про вуличне життя та пов'язані труднощі.

## Відеокліп
Режисери: Jerry Productions. Прем'єра сталася в один день із синглом 9 грудня 2022 року.

## Чартові позиції
| Чарт (2022)                                    | Найвища позиція |
| ---------------------------------------------- | --------------- |
| США Bubbling Under Hot 100 Singles (Billboard) | 3               |
| США (Hot R&B/Hip-Hop Songs) (Billboard)        | 45              |